# Noyau
Noyau (* 31. August 1963 in Neuchâtel, Kanton Neuenburg als Yves Nussbaum) ist ein Schweizer Comiczeichner, Karikaturist, Illustrator und Maler. Er lebt und arbeitet in Zürich und unterrichtet seit 2003 visuelle Kommunikation an der Hochschule Luzern - Design & Kunst.

## Leben und Werk
Noyau gewann im Alter von sechs Jahren seinen ersten Zeichenwettbewerb. Nach dem Besuch des Vorbereitungskurses an der EAA (Ecole d'arts appliques) in La Chaux-de-Fonds machte Noyau eine Lehre als Grafikdesigner in Peseux und absolvierte ein Praktikum für Illustration und Gestaltung bei der Westschweizer Wochenzeitschrift L’Hebdo. Den Kollegen von L'Hebdo verdankt er sein Pseudonym. 1986 zog er nach Zürich und arbeitete als Karikaturist und Comiczeichner für das Comicmagazin Strapazin und für Zeitungen und Zeitschriften wie Tages-Anzeiger, Sonntagszeitung oder Bilanz. In der Jugendbeilage des Tages-Anzeigers Ernst zeichnete er den Comicstrip ErnstFall. Für dessen letzte Ausgabe zeichnete Noyau einen ganzseitigen Strip für die Frontseite, auf dem sein Protagonist mit viel Slapstick versucht, vor dem Geschlechtsverkehr ein Kondom anzuziehen (Ernst schiebt die letzte grosse Nummer, 14. Januar 1998). Der Comicstrip war der Redaktion des Tages-Anzeigers zu pornografisch und wurde eingestanzt.
Für die Sonntagszeitung bebilderte er mit politischen Cartoons die Finanzkrise von 2008 (gesammelt in Chronik der Krise, 2009), für den Tages-Anzeiger zeichnete er den Comic-Streifen Unter Anderen (2018–2019), eine humoristisch gesellschaftskritische Betrachtung von oft unsympathischen Menschen mit sonderbaren Gepflogenheiten (veröffentlicht in À Suivre, 2021).
Noyau ist nicht nur ein vielseitiger Comic-Zeichner, Maler, Cartoonist und Illustrator, der auch die klassische Form des Comicstrips beherrscht, sondern auch ein gnadenloser Beobachter der Gesellschaft und ausgezeichneter politischer Kommentator mit viel Witz. Seine Beobachtungen packt er gerne in zusammengereihte Miniaturen ein, ganz im Sinne der Comicstrips oder seinen Mini-Kunstwerken Schweizer Kunst in Musée reduit. Noyau (franz. für Kern) passt zum Künstler, denn er „stösst immer zum Kern einer Sache vor“.
Das 2009 während eines Ägypten-Aufenthalts entstandene Skizzenbuch Nile's Lines ist eine Sammlung von gut beobachtenden Reisezeichnungen. Im Postkartenbuch Isch es wahr? illustriert er Matto Kämpfs schwarzhumorige Kurzgeschichten aus dem Schweizer Hinterland mit „altmeisterlich gemalten, Postkarten nachempfundenen Impressionen aus abgelegenen Käffern, wobei er jeglichen idyllischen Kitsch subtil unterläuft.“ Mit Musée réduit setzt Noyau der Schweizer Kunst der letzten hundert Jahre in Form einer Landkarte ein respektvolles aber auch ironisches Denkmal. Die mehrheitlich während eines Japan-Aufenthalts entstandenen Bilder in Les Doigts Sales sind mit den Fingern gezeichnet.
Noyau hat in Zusammenarbeit mit Autoren wie Matto Kämpf, Peter Schneider, Christian Saehrendt, Benedikt Loderer, Damien Odoul oder der Comiczeichnerin Anna Sommer Bücher publiziert. Noyau gehört zu den Mitbegründern des Kinder-Filmklubs Zauberlaterne und illustriert das Programmheft.
Im Film Sohn meines Vaters von Jeshua Dreyfus hat Noyau Bilder und Zeichnungen des comiczeichnenden Protagonisten angefertigt und stand dem Darsteller auch als Coach und Handdouble zur Seite.
Noyau lebt zusammen mit der Comiczeichnerin Anna Sommer.

## Veröffentlichungen
- 1991: Safari (Editions du Gamin)
- 1993: Tram 8 (Sans Blague)
- 1997: Ernstoscop (Pipifax)
- 1998: Ding dong (B.ü.l.b. Comix)
- 1999: Fleck (Arrache Coeur)
- 1999: Dünne Haut (Arrache Coeur)
- 2002: Les Doigts sales (Buchet/Chastel)
- 2003: Bonnes vacances Salbette (la Joie de lire)
- 2006: Histoires de musiciens, mit Pierre-Jean Crittin (Infolio)
- 2007: Musée Réduit (Edition Moderne)
- 2009: Die Chronik der Krise, mit Peter Schneider (Walde + Graf)
- 2009: Faire Surface (Cadrat Editions)
- 2009: Isch es wahr? mit Matto Kämpf (Der gesunde Menschenversand)
- 2009: Nile’s Lines (Gabel Shisha Publishing)
- 2011: Dessins au doigts/Fingerzeichnungen (Les Cahiers dessinées)
- 2012: Die radikale Absenz des Ronny Läpplinger, mit Christian Saehrendt (Walde + Graf)
- 2012: Peter Geiss macht es richtig!, mit Benedikt Loderer (Verein Metropole Schweiz)
- 2014: L‘Oeuf, mit Anna Sommer (Actes Sud)
- 2014: Tierweg 1, mit Matto Kämpf (Der gesunde Menschenversand)
- 2015: L‘Art de vivre (Les Cahiers dessinés)
- 2016: Résurrection permanente d'un cinéaste amoureux, mit Damien Odoul (Les Cahiers dessinés)
- 2018: Le bon goût (Les Cahiers dessinés)
- 2019: D Chatz isch zur Sou, mit Matto Kämpf (Der gesunde Menschenversand)
- 2021: À Suivre (Edition Atrabile)